# Daniel Lafferty
Pour les articles homonymes, voir Lafferty.
Daniel Patrick « Danny » Lafferty, né le 18 mai 1989 à Derry, est un footballeur  nord-irlandais. Il joue depuis 2012 au poste de défenseur.

## Biographie
Le 5 mars 2015 il est prêté à Rotherham.
Le 31 août 2016 il est prêté à Sheffield United, et le 13 janvier 2017, il les rejoint d'une manière permanente.
Le 3 janvier 2019, il est prêté à Peterborough United.
A l'issue de la saison 2018-2019, il est libéré par Sheffield United. 

## Palmarès

### En club
Avec le Sheffield United
- - Champion d'Angleterre de D3 en 2017

Avec les Shamrock Rovers
- Coupe d'Irlande
  - Vainqueur en 2019